# Spiradiclis seshagirii
Spiradiclis seshagirii là một loài thực vật có hoa trong họ Thiến thảo. Loài này được Deb & Rout miêu tả khoa học đầu tiên năm 1989.